# Jan Jerzy Fryderyk Friedlein
Jan Jerzy Fryderyk Friedlein (ur. 16 sierpnia 1771 w Deutenheim w Bawarii, zm. 27 kwietnia 1834 w Krakowie) – introligator i księgarz niemieckiego pochodzenia. 
Friedlein działał w Krakowie. W 1810 roku odkupił księgarnię od Trasslera, otworzył czytelnie i pierwszą w Krakowie wypożyczalnie książek. Miał synów Daniela Edwarda, który przejął po nim księgarnię i powiększył jego zasoby oraz Rudolfa, który był również księgarzem i wydawcą. 